# 완비화 (환론)
환론에서 완비화(完備化, 영어: completion)는 형식적 멱급수를 취하는 연산의 일반화이며, 대략 어떤 양쪽 아이디얼을 형식적 변수처럼 생각하여 이에 대한 형식적 멱급수를 추가하는 연산이다.

## 정의
(곱셈 항등원을 갖는) 환 {\displaystyle R}와 그 양쪽 아이디얼 {\displaystyle {\mathfrak {a}}\vartriangleleft R}가 주어졌다고 하자. 그렇다면, 다음과 같은 일련의 몫환들을 정의할 수 있다.
{\displaystyle 0=R/R=R/{\mathfrak {a}}^{0}\leftarrow R/{\mathfrak {a}}\leftarrow R/{\mathfrak {a}}^{2}\leftarrow R/{\mathfrak {a}}^{3}\leftarrow \cdots }
{\displaystyle R}의, {\displaystyle {\mathfrak {a}}}에 대한 완비화 {\displaystyle {\hat {R}}_{\mathfrak {a}}}는 이 몫환들의 (환의 범주 {\displaystyle \operatorname {Ring} }에서의) 극한이다.:319 (만약 {\displaystyle R}가 가환환이라면, 이는 가환환의 범주 {\displaystyle \operatorname {CRing} }에서 생각하여도 좋다. 이는 {\displaystyle \operatorname {CRing} }이 {\displaystyle \operatorname {Ring} }의 반사 부분 범주이기 때문이다.) 구체적으로, 이는 다음과 같다.
{\displaystyle {\hat {R}}_{\mathfrak {a}}=\left\{(r_{0},r_{1},r_{2},\dots )\in \prod _{i=0}^{\infty }R/{\mathfrak {a}}^{i}\colon r_{i}\equiv r_{i+1}\mod {\mathfrak {a}}^{i}\quad \forall i\in \mathbb {N} \right\}}
이에 대하여 자연스러운 환 준동형
{\displaystyle R\to {\hat {R}}_{\mathfrak {a}}}
{\displaystyle r\mapsto (r+R,r+{\mathfrak {a}},r+{\mathfrak {a}}^{2},\dots )}
가 존재한다.
만약 표준적 환 준동형 {\displaystyle R\to {\hat {R}}_{\mathfrak {a}}}가 동형 사상이라면, {\displaystyle R}가 {\displaystyle {\mathfrak {a}}}-완비환(영어: {\displaystyle {\mathfrak {a}}}-adically complete ring)이라고 한다.

## 성질
양쪽 아이디얼 {\displaystyle {\mathfrak {a}}}에 대한 {\displaystyle {\mathfrak {a}}}-완비환 {\displaystyle R}에 대하여, 다음이 성립한다.
- {\displaystyle {\mathfrak {a}}\subseteq \operatorname {rad} R}[1]:320, Remark 21.30
- {\displaystyle R/\operatorname {rad} R}의 임의의 멱등원 {\displaystyle {\bar {e}}\in R/\operatorname {rad} R}에 대하여, {\displaystyle e+\operatorname {rad} R={\bar {e}}}가 되는 {\displaystyle R}의 멱등원 {\displaystyle e\in R}가 존재한다.[1]:320, Theorem 21.30

## 예
정수환 {\displaystyle \mathbb {Z} }를 0이 아닌 소 아이디얼 {\displaystyle (p)}에서 완비화하면 {\displaystyle p}진 정수환 {\displaystyle \mathbb {Z} _{p}}를 얻는다.
체 {\displaystyle K}에 대한 다항식환 {\displaystyle K[x_{1},\dots ,x_{n}]}을 극대 아이디얼 {\displaystyle (x_{1},\dots ,x_{n})}에서 완비화하면 형식적 거듭제곱 급수환 {\displaystyle K[[x_{1},\dots ,x_{n}]]}을 얻는다.

## 같이 보기
- 형식적 스킴